# Sebastião Carlos da Costa Brandão e Albuquerque
Sebastião Carlos da Costa Brandão e Albuquerque (Tábua, Oliveirinha (hoje Vila Nova de Oliveirinha), 7 de Outubro de 1833 - 11 de Fevereiro de 1927), 1.º Visconde de Ervedal da Beira, foi um juiz e político português.

## Família
Filho de António José da Costa Brandão de Brito de Mesquita Vaz Velho Castelo Branco, Capitão-Mor de Oliveirinha, Fidalgo da Casa Real, por recessão, por Alvará de 24 de Maio de 1869, Administrador dos Vínculos de Ervedal da Beira e dos de Sousas Machados de Midões, e de sua mulher Teresa Augusta de Albuquerque Pinto Tavares.

## Biografia
Frequentou o curso de Direito na Faculdade de Direito da Universidade de Coimbra e, depois de formado como Bacharel, em 1855, ingressou na carreira administrativa, tendo sido em 1859 Administrador do Concelho de Vila Nova de Ourém e em 1860 Administrador do Concelho de Tomar. Em 1862 foi nomeado Delegado do Procurador Régio para a Comarca de Figueiró dos Vinhos, transitando depois, sucessivamente, para as Comarcas de Vila Franca de Xira, Braga e Seia. Passou em 1874 a Juiz da Comarca de Miranda do Douro e, sucessivamente, da Comarca de Santa Comba Dão em 1875 e da Comarca de Aldeia Galega do Ribatejo, hoje Montijo, em 1877, e depois para a Comarca de Almada. Em 1882, como Juiz de 1.ª Classe, foi nomeado para a Comarca da Guarda e depois para várias Varas de Lisboa, até que em 1894 foi promovido à Segunda Instância, indo servir no Tribunal da Relação dos Açores, onde tomou posse do cargo em Janeiro desse ano. Em 1898, já titular, foi nomeado para o Tribunal da Relação de Lisboa como Juíz Desembargador. A 22 de Fevereiro de 1908 foi nomeado Juiz Conselheiro do Supremo Tribunal de Justiça. Militou no Partido Regenerador e foi Deputado repetidas vezes. Era Fidalgo Cavaleiro da Casa Real por Alvará de 24 de Maio de 1869 e Conselheiro de Sua Majestade Fidelíssima.
O título de 1.º Visconde de Ervedal da Beira foi-lhe concedido por Decreto de D. Carlos I de Portugal de 24 de Agosto ou de 9 de Novembro de 1893. Usava por Armas as do seu Solar, esquartelado, o 1.º Pinto, o 2.º Tavares, o 3.º de Sequeira e o 4.º de Castelo Branco; timbre: Pinto; coroa de Visconde.

## Casamento e descendência
Casou a 7 de Janeiro de 1867 com Maria Emília de Abranches Homem (4 de Setembro de 1840 - 17 de Setembro de 1926), com geração.